# 罗伊·希伯特
罗伊·登齐尔·希伯特（英語：Roy Denzil Hibbert，1986年12月11日—），美国NBA职业篮球运动员。他在2008年的NBA选秀中第1轮第17顺位被多伦多猛龙选中，並隨即被交易至印第安納溜馬。

## 球员生涯

### 早年
罗伊·希伯特出生于美国纽约皇后区，父亲老罗伊原籍牙买加，母亲帕蒂则来自特立尼达。在希伯特两岁时，全家搬家到马里兰州阿德尔菲。在那期间，希伯特的父母让他尝试过网球、高尔夫球和钢琴，最后选择了篮球。

### 大学生涯
2006年，希伯特与队友杰夫·格林一起入选了NCAA大东部分区最佳阵容二队。2007年，两人一道入选该项评比的一队。